# Pfarrkirche Schwabegg

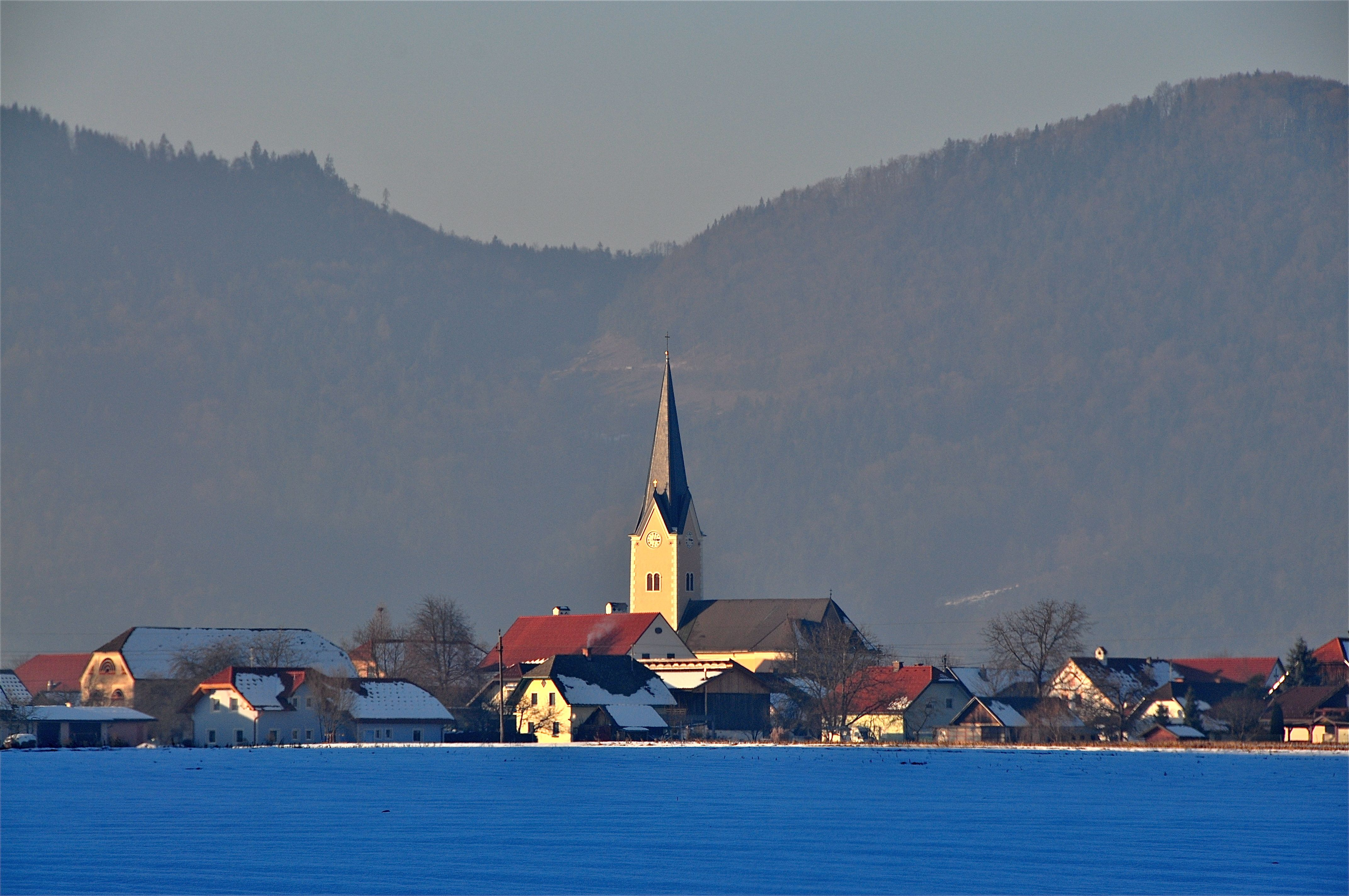
Kath. Pfarrkirche hl. Stephanus in Schwabegg

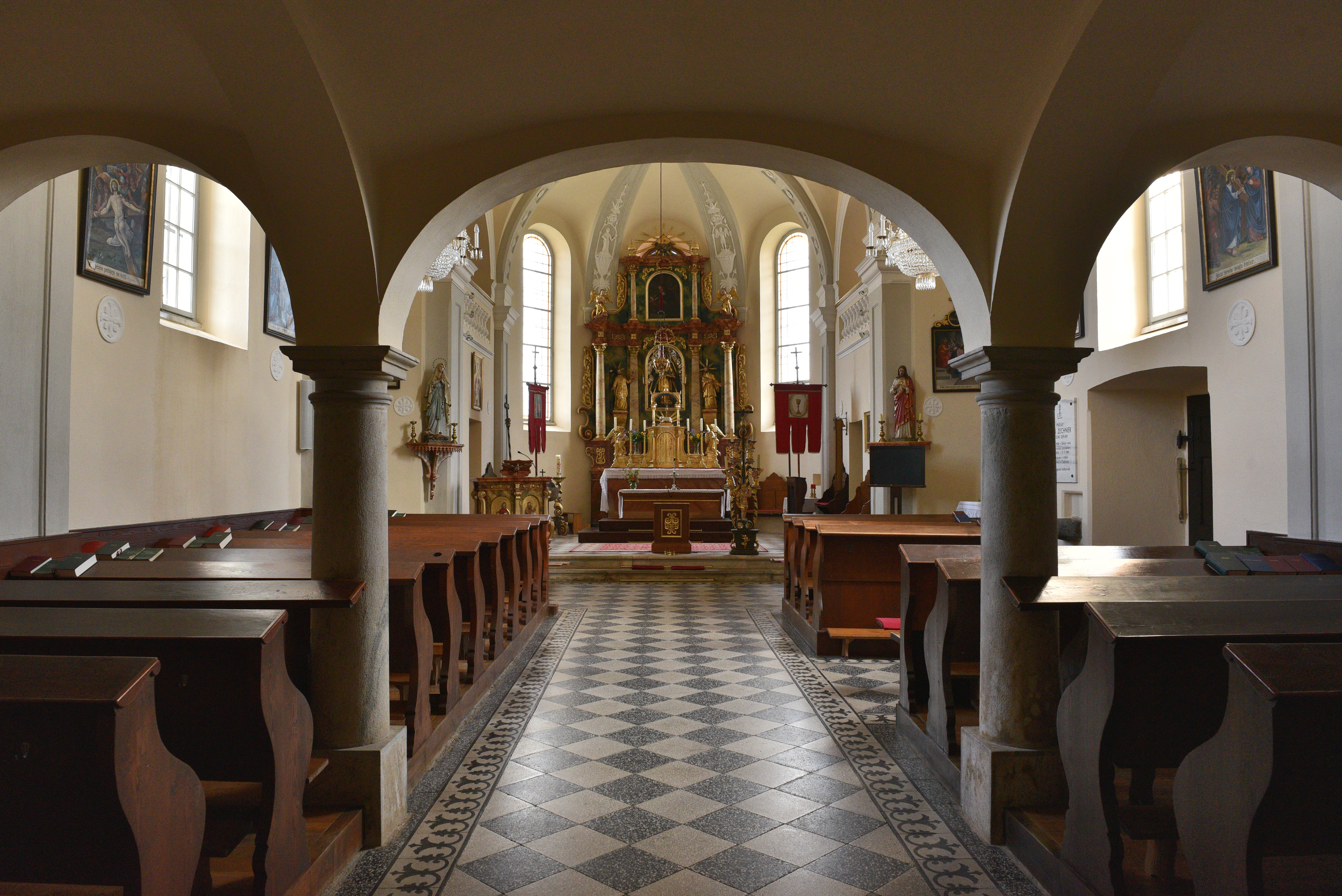
Innenansicht

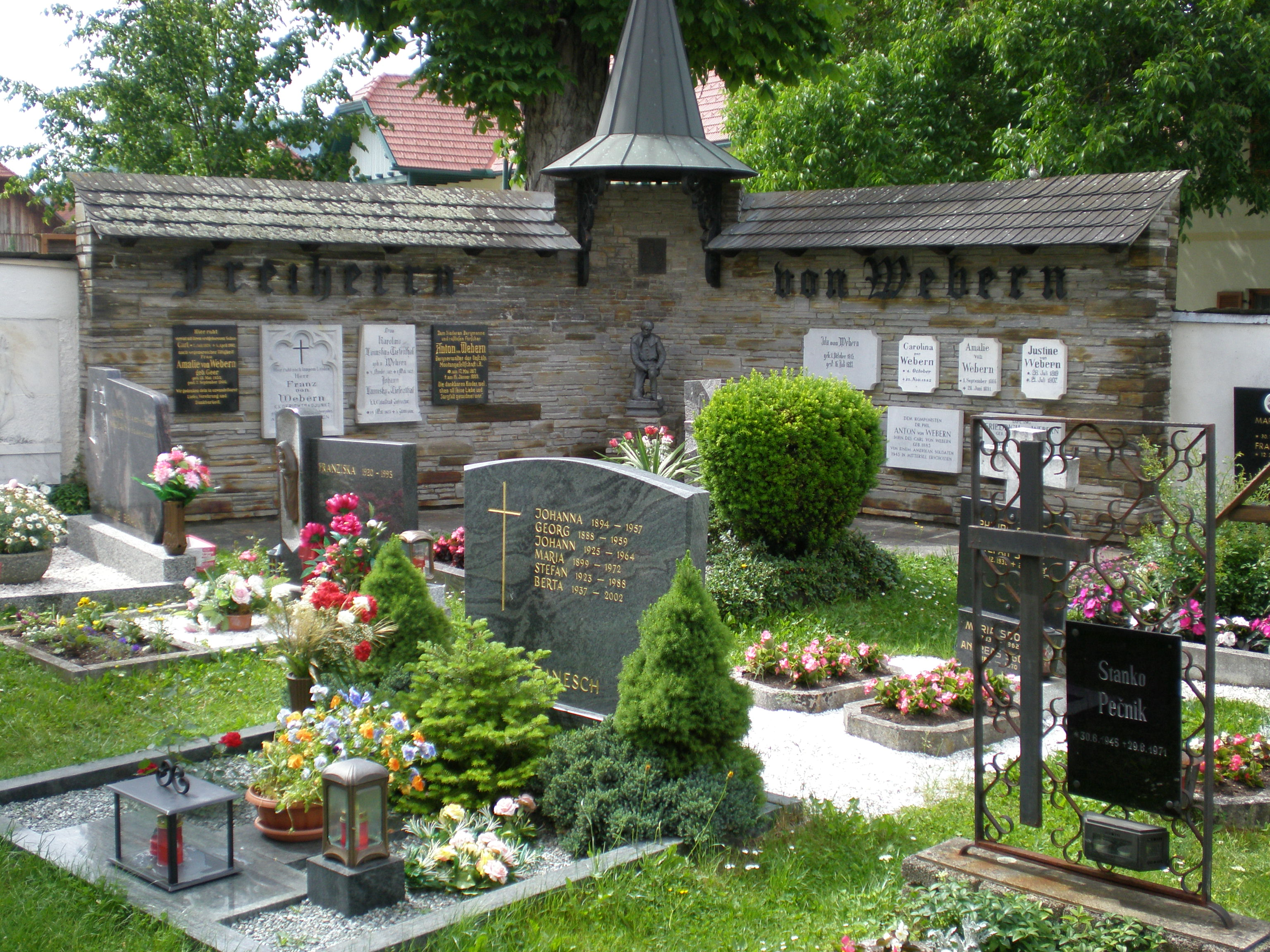
Grabstätte der Adelsfamilie von Webern

Die Pfarrkirche Schwabegg/Žvabek steht im Ort Schwabegg / Žvabek in der zweisprachigen Gemeinde Neuhaus im Bezirk Völkermarkt in Kärnten. Die Pfarrkirche hl. Stephanus gehört zum Dekanat Bleiburg/Pliberk in der Diözese Gurk-Klagenfurt. Sie ist von einem Friedhof umgeben. Die Kirche steht unter Denkmalschutz (Listeneintrag).

## Geschichte
Eine Kirche wurde 1408 urkundlich genannt. An der Stelle einer Vorgängerkirche wurde 1860 ein Kirchenneubau in romanischen Formen erbaut.

## Architektur
Die Saalkirche über einem kreuzförmigen Grundriss hat symmetrische Anbauten an den Seiten des polygonalen Chores. Der vorgestellte Westturm hat einen Spitzgiebelhelm. Das Turmerdgeschoß ist Teil des Kirchenraumes.
Das dreijochige Langhaus hat Kreuzgratgewölbe mit Gurtbögen auf Pilastern. Die dreiachsige Westempore hat ein Platzlgewölbe. Das östliche Langhausjoch ist mit querschiffartigen Nischen verbreitert. Der einjochige Chor hat eine polygonale Apsis. Seitlich beidseits des Chores ist eine Sakristei und Oratorien.

## Ausstattung
Die barocke Ausstattung ist aus der Mitte des 18. Jahrhunderts. Der Hochaltar zeigt ein bemerkenswertes Aufsatzbild Antonius. Die Seitenaltäre mit reicher Rahmenarchitektur zeigen die Altarblätter Maria Immaculata und Erzengel Michael und auch Aufsatzbilder gemalt von J. A. Strauss (1755). Der ehemalige Korb der Kanzel aus der zweiten Hälfte des 18. Jahrhunderts mit Schnitzreliefs der vier Evangelisten ist heute als Ambo aufgestellt.
Es gibt einen Priestergrabstein aus 1765. Es gibt einen großen geschnitzten Osterleuchter aus dem zweiten Viertel des 18. Jahrhunderts.
Es gibt Glocken aus dem 15. Jahrhundert und eine Glocke aus 1518.